# Espre
Espre – wieś w Estonii, w prowincji Lääne, w gminie Ridala.